# 有錢人家鳥事多
《北澤一家〜管好自家事〜》（日语：もみ消して冬〜わが家の問題なかったことに〜，「もみ消して冬」直譯為「滅息之冬」）為2018年1月13日至3月17日於日本電視台週六連續劇時段播出的日劇，由山田涼介主演。

## 劇情概要
富豪一族北澤家，成員個個有來頭，父親泰藏是私立名校校長、大哥博文是專為名人動手術的天才外科醫師、二姊知晶是知性美貌兼具的毒舌大律師、主角秀作是熱血精英警察。三人（兄妹／姊弟）為了守護這個家，有任何突發狀況，就算得威脅利誘耍賤招，絕對要一次完全搞定！

## 登場人物

### 北澤家
- 北澤秀作：山田涼介
- 北澤知晶：波瑠
- 北澤博文：小澤征悦
- 北澤泰藏：中村梅雀

### 北澤家的相關人物
- 小岩井凜治：淺野和之

北澤家的管家。
- 楠木松也：千葉雄大

北澤家的見習管家。
- 手毛綱美鎖夫：兒嶋一哉

經常出入北澤家的乾洗店老闆。

### 警視廳
- 尾關光希：小瀧望（Johnny's WEST）[4]

受警視廳特殊事件捜査係（SIT）高層寄予厚望的警官。
- 池江里子：恒松祐里

女性警官。秀作的部下。
- 下井草薫：井上依吏子

女性警官。秀作的部下。里子的同僚。

### 帝都國際大學醫院
- 善財一郎：竹森千人（搞笑團體「紅鶴」）

帝都國際大學的主治醫師。
- 濱野谷和馬：和馬柴俊夫（第2、6集）

帝都國際大學院長。

### 拉麵店「龜谷」
- 龜谷：角田晃廣（搞笑團體「東京03」）

小岩井二次就職的拉麵店店長。
- 店員：久保酎吉

小岩井離職後雇用的店員。

### 各集登場人物

#### 第1集
- 島畑富士子：磯山沙耶加

北澤學園學生的母親。單親媽媽。

#### 第3集
- 小岩井冨美代：櫻井日奈子

小岩井的女兒。在女僕咖啡店擔任服務生。

#### 第4集
- 角居：駿河太郎

房地產公司的富二代。
- 中谷：渡邊邦斗

第一順位當選的國會議員。
- 竹之下：渡邊哲

中谷後援會會長。

#### 第5集
- 純：高橋優

情人節與博文約會的女子。
- 計程車駕駛：西堀亮（搞笑團體「機關槍」）

#### 第6集
- 奥平梢：山村紅葉

泰藏大學時期的同學。
- 杉原潮音：宍戸美和公

泰藏大學時期的同學。
- 秋山晶江：四戸惠子

泰藏大學時期的同學。
- 菊澤美貴：上村依子

泰藏大學時期的同學。
- 寺田十和子：松浦佐知子

泰藏大學時期的同學。

#### 第9集
- 吉田邦夫：加藤諒（完結篇）
- 吉田町子：堀内敬子

## 製作團隊
- 劇本：金子茂樹
- 主題歌：Hey! Say! JUMP「マエヲムケ」（筆直向前）[5]
- 片頭曲：「〜第24隨想曲 feat.高嶋知佐子」（作曲：尼可羅·帕格尼尼）
- 總製作人：福士睦
- 製作人：櫨山裕子、秋元孝之
- 導演：中島悟、丸谷俊平
- 製作協助：Office Crescendo Inc.
- 製作出品：日本電視台

## 播出日程
- 收視率最高值以紅色表示，收視率最低值以藍色表示。

| 第1集                                                   | 1月13日 |  | 名門家族的爆笑醜聞！么子悲壯的湮滅證據大作戰               | 中島悟   | 13.3% |
| 第2集                                                   | 1月20日 |  | 愛犬逃跑所帶來的解僱危機！替換大作戰讓姊姊態度突然改變     | 中島悟   | 11.1% |
| 第3集                                                   | 1月27日 |  | 親生父親出馬解決女僕咖啡廳事件！超美味咖哩的真相           | 丸谷俊平 | 11.1% |
| 第4集                                                   | 2月3日  |  | 刺青黑執事戀愛了？讓姊姊大抓狂的一吻及讓父親狂撒豆的大暴投 | 中島悟   | 11.0% |
| 第5集                                                   | 2月10日 |  | 親生骨肉的戀愛對手！牛丼哥與鰻魚弟的巧克力爭奪戰           | 丸谷俊平 | 7.1%  |
| 第6集                                                   | 2月17日 |  | 看到熟女就心慌慌的男子認為魅力才是最重要的？               | 中島悟   | 8.1%  |
| 第7集                                                   | 2月24日 |  | 毫無聲望的兄弟用來反擊的手搖鈴及南方小島的體毛             | 丸谷俊平 | 6.6%  |
| 第8集                                                   | 3月3日  |  | 大膽騷擾她的姐姐進行報復！？鞋子消失的意外真相             | 中島悟   | 9.5%  |
| 第9集                                                   | 3月10日 |  | 進入最終章的極端危機！再見了，我的家人們                   | 丸谷俊平 | 9.0%  |
| 完結篇                                                  | 3月17日 |  | 名門家族最後的事件！衝擊的逮捕所招致的幸福                 | 中島悟   | 10.8% |
| 平均收視率 9.8%（收視率由Video Research於關東地區調查） |         |  |                                                            |          |       |

## 外部連結
- 〜管好自家事〜－日本電視台官方網站
- 〜管好自家事〜的X（前Twitter）

| 緯來日本台 週一至週五 22:00至00:00 | 緯來日本台 週一至週五 22:00至00:00      | 緯來日本台 週一至週五 22:00至00:00 |
| ---------------------------------- | --------------------------------------- | ---------------------------------- |
|                                    | 有錢人家鳥事多 （2018.6.28 - 2018.7.11) |                                    |
| 房仲女王 （2018.6.14 - 2018.6.27)  | 男扮女裝家政婦 （2018.7.12 - )          |                                    |